# Тапочки

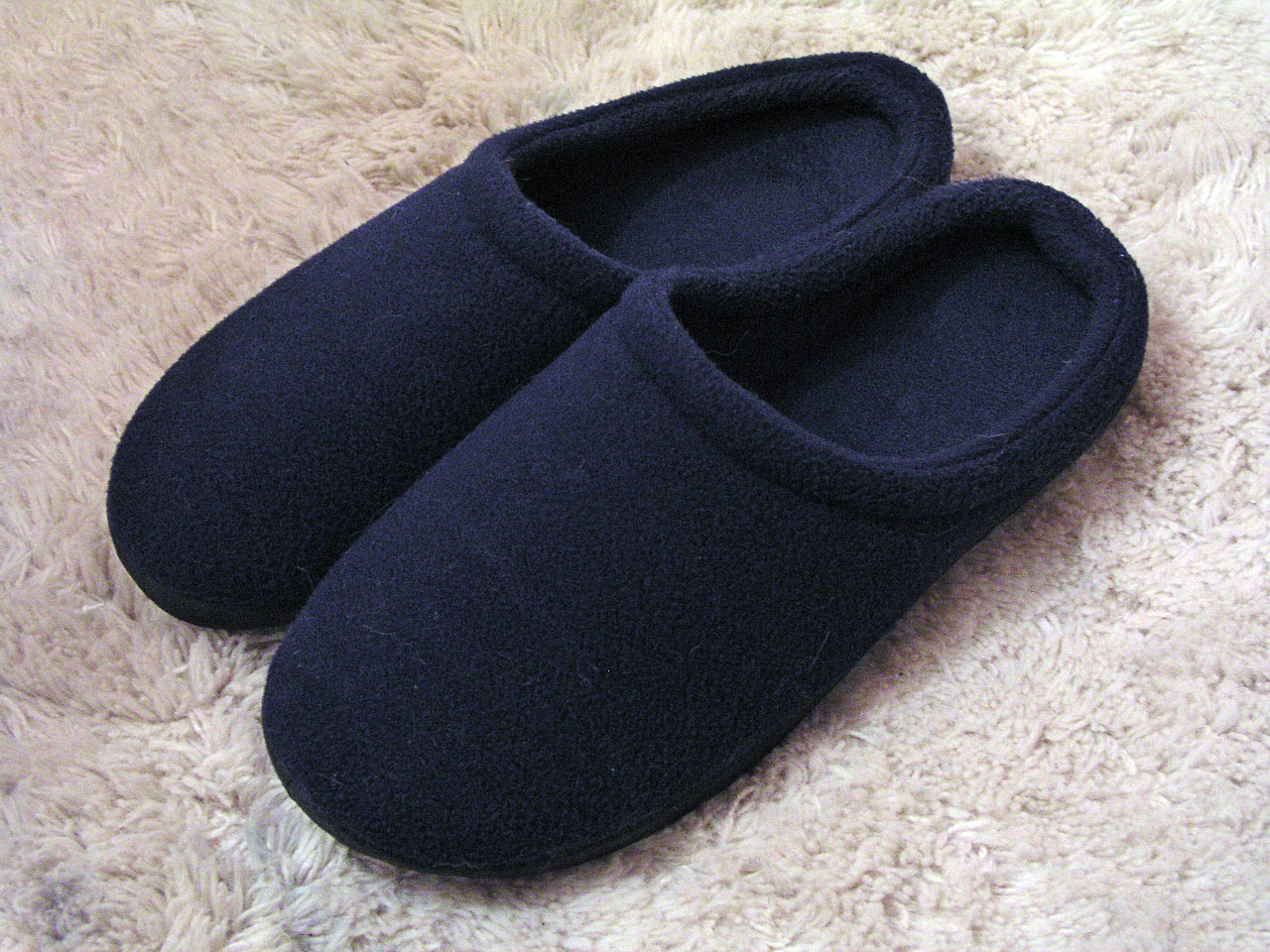
Тапочки с открытой пяткой

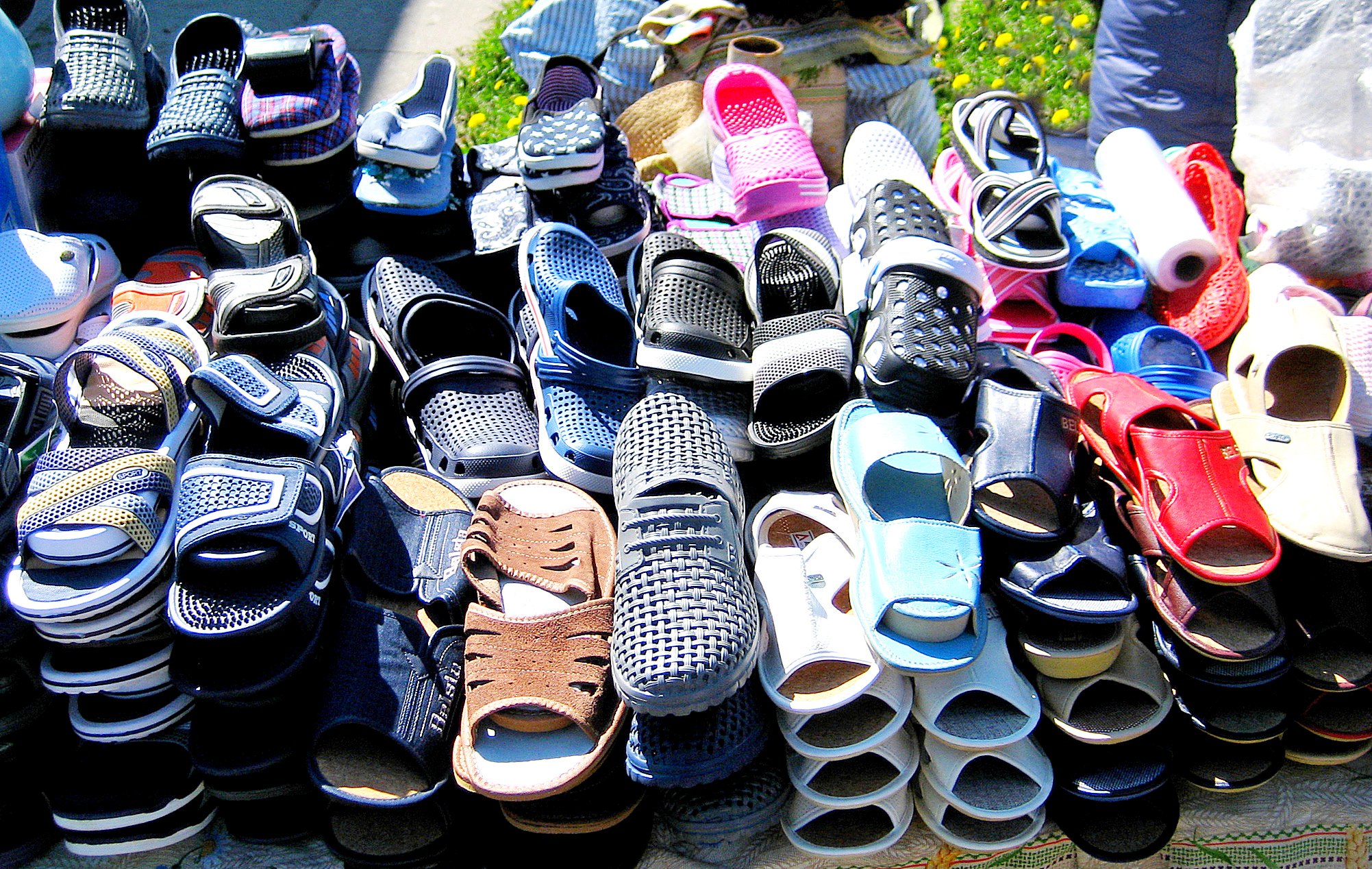
Различные виды тапочек

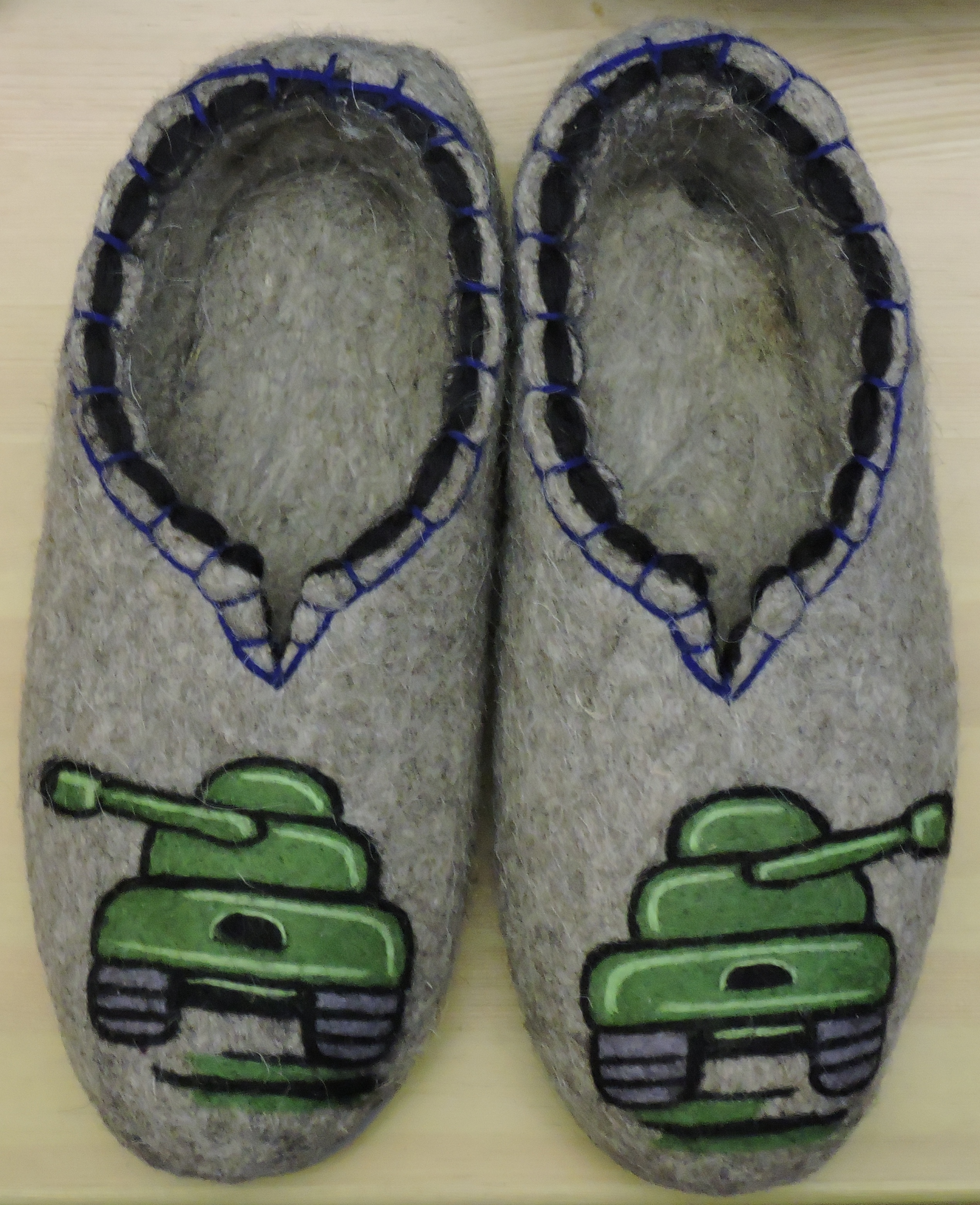
Тапки из валяной шерсти

Та́почки (прост. та́пки, ед. ч. та́почка, тж. та́пка) — вид лёгкой и мягкой домашней обуви.
Тапочки обычно изготавливаются из мягкой ткани, кожи и т. п. Обувь подобного покроя известна с древних времён. Некоторые виды, особенно предназначенные для посещения ванны, бассейна и других влажных мест, делаются из резины или пластика. Тапочки могут иметь форму туфли или не иметь задника (шлёпанцы). Подошва у них обычно тонкая и не предоставляет серьёзной защиты для ноги. В гостиницах, банях и т. п. заведениях клиентам могут выдаваться так называемые одноразовые тапочки.

## История
Происхождение тапочек довольно туманно. Однако достоверно их восточное происхождение.
В Европу тапочки проникли, вероятно, в XV веке.
Типичные тапочки XIX века представляли собой мягкие туфли (как с каблуком, так и без), иногда с язычком, нередко вышивавшиеся. В вышивке могли использоваться как растительные орнаменты, так и инициалы владельца. Как и сейчас, тогда тапочки носили в домашней обстановке. Отголоском тапочек этого столетия являются туфли, известные под названием «тапочки принца Альберта» или «слипперы» (от англ. slippers — «тапочки», в свою очередь, происходящие от англ. to slip — скользить). В отличие от собственно тапочек, тапочки принца Альберта можно носить и на улице. Как правило, они представляют собой туфли с кожаной подошвой с каблуком, небольшим язычком, бархатным верхом, стёганой подкладкой и вышитым узором (в том числе и инициалами) на мыске.

## По странам
Во многих странах и культурах мира существуют промыслы по изготовлению домашней обуви.
- С конца XVII века во французской области Шаранта (регион Новая Аквитания) существует промысел изготовления войлочных закрытых тапочек (шарантез, фр. charentaise), как правило, окрашивающихся в клетку. Изначально в качестве материала использовались остатки валяной шерсти, остававшиеся при изготовлении военной униформы. Тапочки того времени были чёрного цвета и обладали войлочной подстилкой, и не различались на правую и левую ноги. Шарантезы сначала надевали под сабо, чтобы те не соскальзывали с ноги (в сельской местности подобная практика сохранялась до 1960-х годов). Но впоследствии шарантезы стали носить и как домашнюю обувь, в частности, её носили слуги в домах и усадьбах знати, чтобы не портить паркеты и бесшумно передвигаться. Популярность шарантезы обрели в начале-середине XX века, в 1907 году Теофиль Рондино (фр. Théophile Rondinaud) из коммуны Шаснёй-сюр-Боньёр неподалёку от Ла-Рошфуко стал изготовлять классические экземпляры в клетку. Его сын, Джеймс, продолжил отцовское дело, и благодаря нему шарантезы стали известны во всём мире. Однако к нашему времени, ввиду сильной конкуренции со стороны крупных производителей, промысел стоит на грани исчезновения. В 2019 году мануфактура «La Manufacture Charentaise» (LMC), объединявшая оставшиеся четыре артели по изготовлению тапочек, была закрыта по решению суда. Помимо падения товарооборота, причиной закрытия стала невозможность прийти к единому мнению по поводу продаж шарантезов в супермаркетах. Однако после закрытия поток покупателей, желавших приобрести традиционные шарантезы, вырос. В итоге, благодаря инициативе бывшего финансового директора мануфактуры, к которому обратились владельцы магазинов по продаже шарантезов, промысел был спасён. В мае 2020 года в Ла-Рошфуко была открыта артель по изготовлению шарнтезов (ранее открытие планировалось в марте), как ожидалось, она должна была изготавливать до 100 000 пар тапочек в год. Сейчас изготовлением тапочек-шарантезов занимается мануфактура «L’atelier charentaises», объединяющая десятки артелей, одним из учредителей выступил Оливье Рондино (фр. Olivier Rondinaud), правнук Теофиля Рондино[5][неавторитетный источник][6][7].
- Традиционные болгарские тапочки (болг. терлици) могут быть вязаными[8] или туфлевидными с каблуком. Особо распространены вязаные тапочки в Родопах[9].
- На Кавказе (например, Дагестане) и Средней Азии существует промысел вязания джурабов — чулок или носков, иногда используемых в качестве тапочек.
- Среди русских крестьян своеобразным аналогом тапочек были чуни — вязаные крючком или плетёные из пеньковых верёвок лапти, служившие не только домашней, но и рабочей обувью. Как и лапти, чуни носили с онучами и оборачивали на голенях с помощью верёвочных обор. Они являлись обувью для всех возрастов и носились и зимой и летом. По происхождению чуни являются довольно поздними, считается, что в деревнях они возникли в XIX веке[10]. Чуни изготавливаются и в настоящее время, однако исключительно в качестве домашней обуви. Современные чуни представляют собой войлочные или валяные из шерсти башмаки или полуботинки, нередко с меховой подкладкой.
- Среди донских казаков домашней обувью служили чирики — туфли на кожаной подошве с каблуком, изготовляемые и по сей день из цельного куска кожи (как правило, яловой, но также используется и хромовая). Для удобства надевания в верхней передней части присутствует небольшой разрез, иногда стягиваемый шнуром. Нарядные чирики украшаются кожаным кантом, вышивкой красными или жёлтыми нитями и перфорацией. По праздники чирики надевали главным образом пожилые люди[11].

## Типы тапочек
- с открытой пяткой — самый распространённый вид;
- закрытый — может быть выполнен и в виде туфли с язычком, и в виде полуботинка;
- шлёпанцы